# Arctosomma trochosiforme
Arctosomma trochosiforme är en spindelart som först beskrevs av Embrik Strand 1906.  Arctosomma trochosiforme ingår i släktet Arctosomma och familjen vargspindlar.
Artens utbredningsområde är Etiopien. Inga underarter finns listade i Catalogue of Life.